# Campionati europei di nuoto 2010 - 400 metri misti maschili
Le qualifiche per la finale si sono svolte la mattina del 15 agosto 2010, mentre la finale si è svolta la sera dello stesso giorno.

## Medaglie
| Posizione | Atleta          | Paese    |
| --------- | --------------- | -------- |
| Oro       | László Cseh     | Ungheria |
| Argento   | Dávid Verrasztó | Ungheria |
| Bronzo    | Gal Nevo        | Israele  |

## Record
Prima della manifestazione il record del mondo (RM), il record europeo (EU) e il record dei campionati (RC) erano i seguenti.
| Record mondiale       | 4'03"84 | Michael Phelps Stati Uniti | 10 agosto 2008 Pechino, Cina         |
| Record europeo        | 4'06"16 | László Cseh Ungheria       | 10 agosto 2008 Pechino, Cina         |
| Record dei campionati | 4'09"59 | László Cseh Ungheria       | 21 marzo 2008 Eindhoven, Paesi Bassi |

Durante la competizione non sono stati migliorati record.

## Risultati batterie
| Pos. | Atleta                 | Nazionalità          | Tempo       | Batteria    | Corsia      | Note        |
| ---- | ---------------------- | -------------------- | ----------- | ----------- | ----------- | ----------- |
| 1    | László Cseh            | Ungheria             | 4:14.01     | 4           | 4           |             |
| 2    | Dávid Verrasztó        | Ungheria             | 4:14.73     | 4           | 5           |             |
| 3    | Gergő Kis              | Ungheria             | 4:14.76     | 3           | 4           |             |
| 4    | Gal Nevo               | Israele              | 4:16.15     | 2           | 1           |             |
| 5    | Aleksandr Tichonov     | Russia               | 4:16.46     | 2           | 6           |             |
| 6    | Yannick Lebherz        | Germania             | 4:17.10     | 2           | 5           |             |
| 7    | Ioannis Drymonakos     | Grecia               | 4:17.49     | 3           | 2           |             |
| 8    | Carlos Vives Gomis     | Spagna               | 4:17.52     | 3           | 3           |             |
| 9    | Luca Marin             | Italia               | 4:18.01     | 2           | 3           |             |
| 10   | Joe Roebuck            | Regno Unito          | 4:20.78     | 3           | 5           |             |
| 11   | Gergely Gyurta         | Ungheria             | 4:21.35     | 4           | 6           |             |
| 12   | Roberto Pavoni         | Regno Unito          | 4:22.39     | 2           | 4           |             |
| 13   | Maxym Shemberyev       | Ucraina              | 4:22.45     | 2           | 2           |             |
| 14   | Diogo Filipe Carvalho  | Portogallo           | 4:23.03     | 4           | 7           |             |
| 15   | Federico Turrini       | Italia               | 4:23.06     | 3           | 6           |             |
| 16   | Luca Angelo Dioli      | Italia               | 4:23.42     | 4           | 3           |             |
| 17   | Carlos Esteves Almeida | Portogallo           | 4:24.20     | 1           | 5           |             |
| 18   | Dinko Jukić            | Austria              | 4:24.97     | 4           | 2           |             |
| 19   | Vadym Leps'kyy         | Ucraina              | 4:26.25     | 2           | 7           |             |
| 20   | Mateusz Matczak        | Polonia              | 4:27.14     | 3           | 7           |             |
| 21   | Karol Zaczynski        | Polonia              | 4:27.34     | 4           | 1           |             |
| 22   | Daniel Skaaning        | Danimarca            | 4:30.06     | 1           | 4           |             |
| 23   | Ensar Hajder           | Bosnia ed Erzegovina | 4:33.85     | 1           | 3           |             |
| 24   | Niksa Roki             | Croazia              | 4:36.45     | 4           | 8           |             |
|      | Chris Christensen      | Danimarca            | non partito | non partito | non partito | non partito |

## Finale
| Pos. | Atleta             | Nazionalità | Corsia | Tempo   | Note |
| ---- | ------------------ | ----------- | ------ | ------- | ---- |
|      | László Cseh        | Ungheria    | 4      | 4:10.95 |      |
|      | Dávid Verrasztó    | Ungheria    | 5      | 4:12.96 |      |
|      | Gal Nevo           | Israele     | 3      | 4:15.10 |      |
| 4    | Luca Marin         | Italia      | 8      | 4:15.47 |      |
| 5    | Yannick Lebherz    | Germania    | 2      | 4:15.72 |      |
| 6    | Aleksandr Tichonov | Russia      | 6      | 4:17.36 |      |
| 7    | Carlos Vives Gomis | Spagna      | 1      | 4:18.27 |      |
| 8    | Ioannis Drymonakos | Grecia      | 7      | 4:18.35 |      |